# Estrées-Saint-Denis
Estrées-Saint-Denis ist eine französische Kleinstadt mit 3.660 Einwohnern (Stand: 1. Januar 2022) im Département Oise in der Region Hauts-de-France. Sie gehört zum Arrondissement Compiègne und zum Kanton Estrées-Saint-Denis. Die Einwohner werden Dionysiens genannt.

## Geografie
Die Gemeinde Estrées-Saint-Denis liegt etwa 13 Kilometer westlich von Compiègne. Umgeben wird Estrées-Saint-Denis von den Nachbargemeinden Rouvillers im Nordwesten und Norden, Francières im Norden und Nordosten, Remy im Osten, Moyvillers im Südosten und Süden, Choisy-la-Victoire im Südwesten sowie Bailleul-le-Soc im Westen. Durch die Gemeinde führt die frühere Route nationale 17 (heutige D 1017).

## Bevölkerungsentwicklung
| Jahr                       | 1962 | 1968 | 1975 | 1982 | 1990 | 1999 | 2011 | 2021 |
| -------------------------- | ---- | ---- | ---- | ---- | ---- | ---- | ---- | ---- |
| Einwohner                  | 1658 | 1676 | 2486 | 3483 | 3498 | 3542 | 3553 | 3693 |
| Quellen: Cassini und INSEE |      |      |      |      |      |      |      |      |

## Sehenswürdigkeiten
- Kirche Saint-Denis, erbaut 1867 mit Teilen der früheren Kirche aus dem 11. Jahrhundert

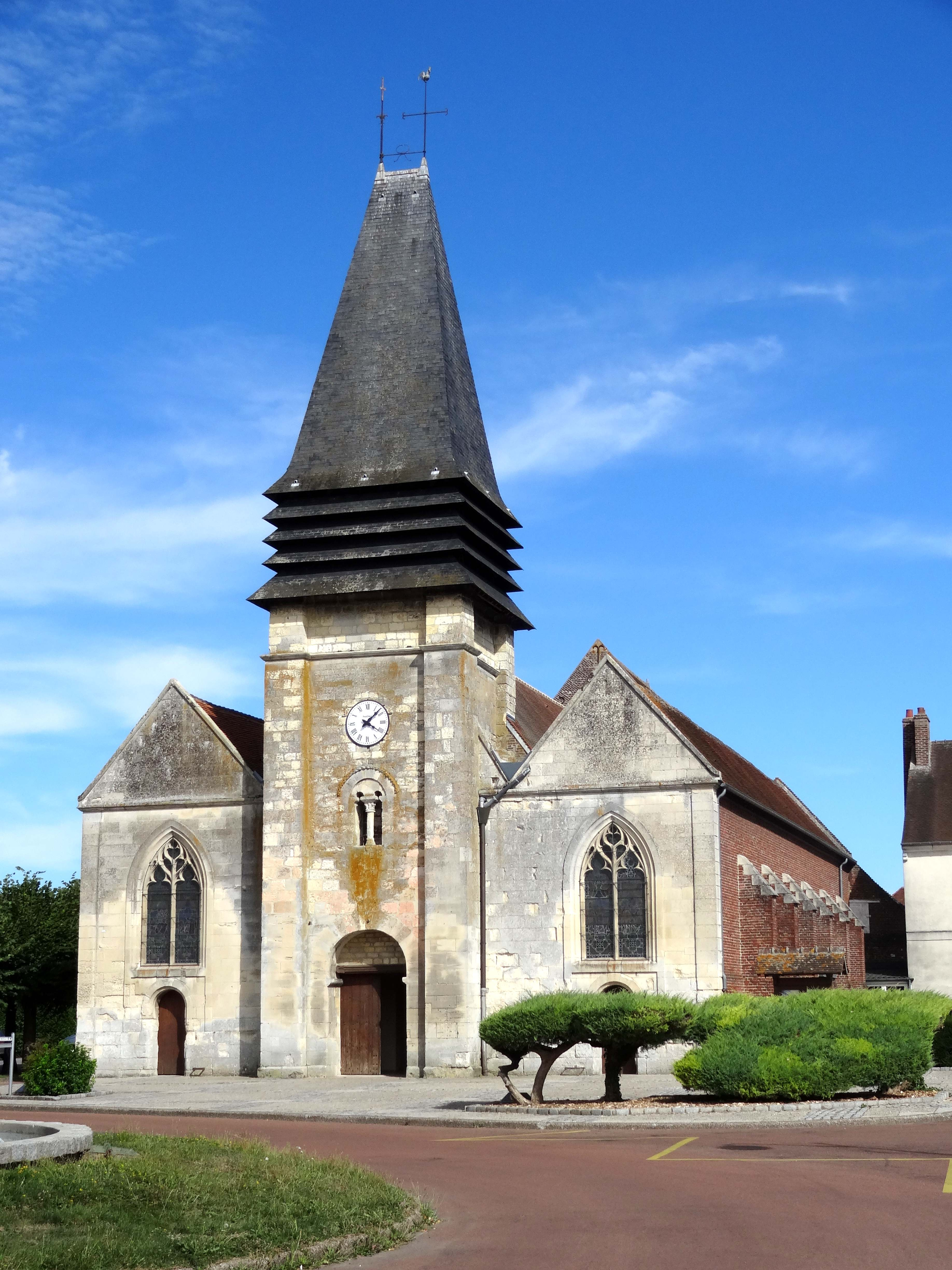
Kirche Saint-Denis
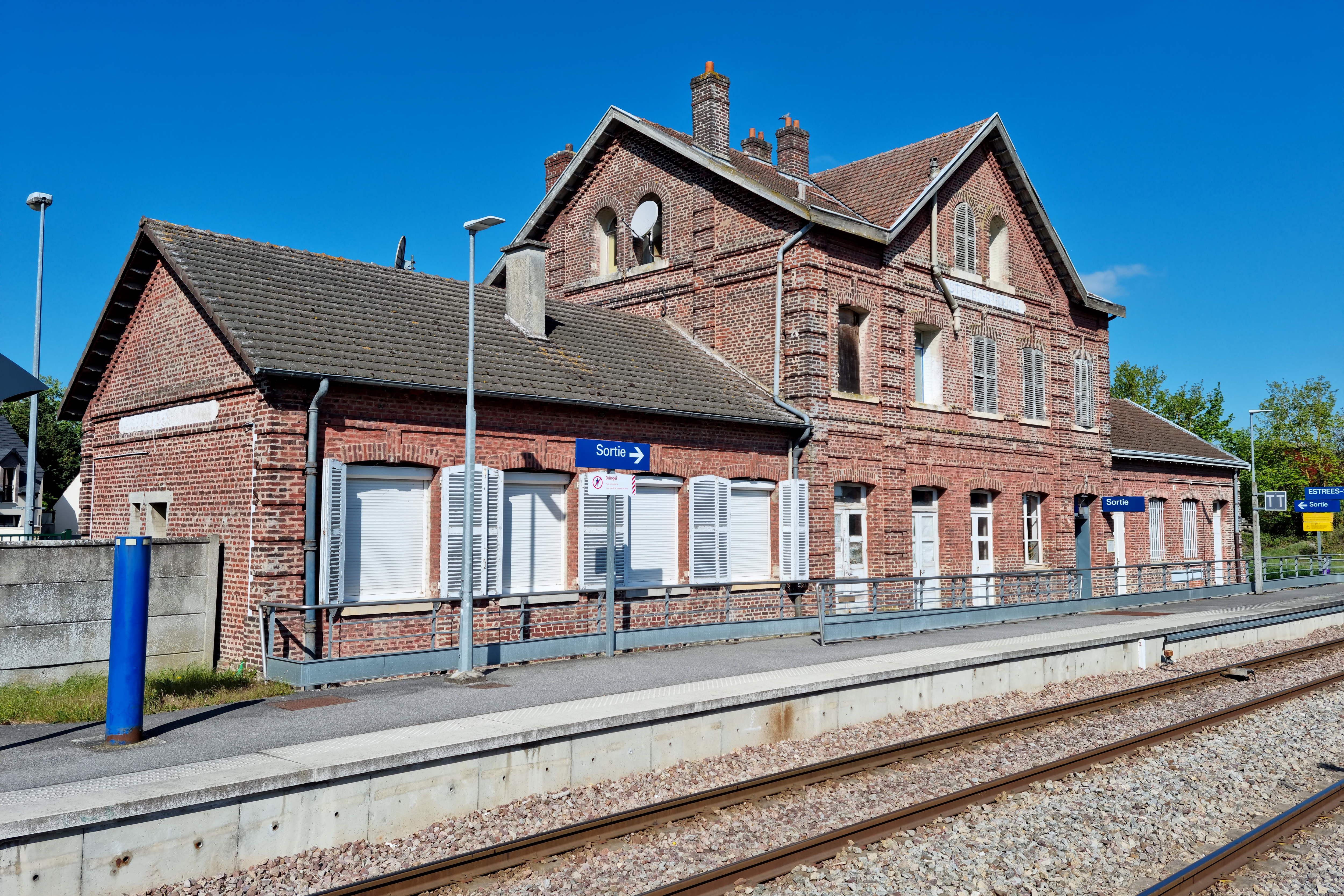
Bahnhof Estrées-Saint-Denis

## Gemeindepartnerschaft
Mit der deutschen Gemeinde Teisnach in Niederbayern besteht eine Partnerschaft.